# Dennis Taylor (snookerzysta)
Dennis Taylor (ur. 19 stycznia 1949 w Coalisland) – brytyjski snookerzysta, reprezentant Irlandii Północnej, mistrz świata.
Od 1972 zawodowy snookerzysta, wcześniej zdobywał młodzieżowe tytuły w bilardzie. Od 1966 mieszka w Anglii.
W 1979 po raz pierwszy dotarł do finału mistrzostw świata, uległ w decydującym meczu Terry'emu Griffithsowi. Przez kolejne sezony umocnił się w światowej czołówce, dochodził do półfinałów i finałów, nie wygrywał jednak turniejów. Pierwsze zwycięstwo odniósł w 1984 – turniej Grand Prix (w finale pokonał Cliffa Thorburna).
Używał już wówczas swoich słynnych wielkich okularów, które zaprezentował w światowym snookerze po raz pierwszy w 1983; wcześniej Taylor, ze względu na kłopoty ze wzrokiem, nosił szkła kontaktowe.
W 1985 ponownie dotarł do finału mistrzostw świata. Jego przeciwnikiem był obrońca tytułu, Anglik Steve Davis. Mecz przeszedł do historii snookera, przez wielu znawców uważany jest za pojedynek wszech czasów. Taylor zaimponował w tym meczu przede wszystkim walecznością, umiejętnością odwrócenia losów meczu, które układały się dla niego niepomyślnie przez długi czas. Davis prowadził już 8:0 we frame'ach; Taylor mozolnie odrabiał straty, ale przy stanie 17:15 dla Davisa – 18. partia oznaczała zdobycie tytułu – wydawało się, że jego wysiłki są daremne. Taylor wygrał jednak dwa kolejne frame'y; przy stanie 17:17 o końcowym sukcesie decydowała ostatnia czarna bila, którą ostatecznie – po kilkakrotnych pomyłkach obu graczy – wbił reprezentant Irlandii Północnej.
Pojedynek Taylora z Davisem zakończył się kilkadziesiąt minut po północy i zgromadził jedną z największych widowni w dziejach transmisji sportowych telewizji brytyjskiej (około 18 i pół miliona widzów).
Dennis Taylor wygrywał także inne turnieje, m.in. Masters w 1987. Jest także uznanym mistrzem tricków snookerowych, mistrzem świata w tej konkurencji w 1997 i 1998.
Jest także jednym z najsympatyczniejszych i najbardziej lubianych zawodników.
Obecnie jest komentatorem snookera w brytyjskiej stacji BBC.